# Южное Папуа
Южное Папуа (индон. Papua Selatan) — провинция в Индонезии, расположена в южной части Папуа, провинция примерно соответствует границам традиционного папуасского региона Аним Ха. Провинция основана 30 июня 2022 года и включает в себя четыре самых южных регентства, которые ранее были частью провинции Папуа. Южное Папуа занимает площадь 127 280 км2 и имеет население 517 623 человека, согласно официальным оценкам на 2021 год.
Провинция граничит по суше с суверенным государством Папуа-Новая Гвинея на востоке, а также с индонезийскими провинциями Высокогорное Папуа и Центральное Папуа на севере и северо-западе соответственно. Южное Папуа также имеет выход к Арафурскому морю на западе и юге, которое является морской границей с Австралией. Мерауке — столица и экономический центр Южного Папуа.

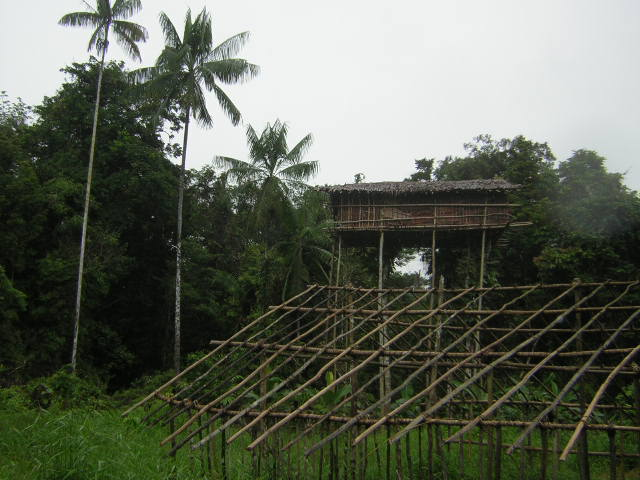

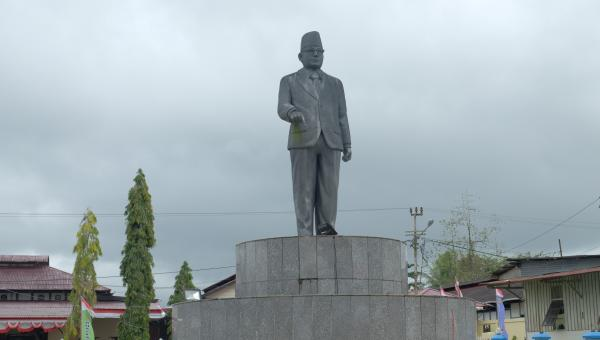